# Тидвила
Тидвила (англ. Tydfil, валл. Tudful; убита около 480) — святая, мученица из Гламоргана, день памяти — 23 августа.
Святая Тидвила была одной из дочерей известного многодетностью короля Брихейниога святого Брихана. Тидвила почитается в валлийском графстве Мертир-Тидвил, где она была убита язычниками (возможно, пиктами или саксами). Там же она и похоронена.